# حرب‌ده
حرب‌ده، منطقه ای است از توابع بخش مرکزی شهرستان محمودآباد در استان مازندران ایران.

## جمعیت
این منطقه در دهستان هرازپی غربی قرار دارد و براساس سرشماری مرکز آمار ایران در سال ۱۳۸۵، جمعیت آن ۶۱۸ نفر (۱۳۸ خانوار) بوده‌است.